# Matriarcas bíblicas
As Matriarcas (em hebraico: אִמָא; - Imahot; em hebraico singular: אִמָ; em aramaico: אבא) da Bíblia, em sua definição mais estrita, eram Sara, sua nora Rebeca e as sobrinhas desta, Raquel e Lia, a qual é o ancestral dos judeus. Estas quatros são chamados coletivamente de "matriarcas do judaísmo". Elas tiveram papéis importantes nas escrituras judaicas durante e depois de suas vidas. Elas são tratadas como importantes inspirações divinas para as mulheres e continuam a ser importantes para as religiões abraâmicas. Tanto o islamismo quanto o judaísmo ensinam que estas matriarcas e seus maridos (patriarcas) principais – Abraão (marido de Sara), Isaac (marido de Rebeca) e Jacó (marido de Lia) – estão enterrados no Túmulo dos Patriarcas, no Hebrom, um local considerado sagrado por judeus, cristãos e muçulmanos. Apenas Raquel, a esposa preferida de Jacó, estaria enterrada num lugar diferente (o "Túmulo de Raquel", perto de Belém, onde, acredita-se, teria morrido no parto).
No Túmulo das Matriarcas, em Tiberíades, Israel, o local tradicional de sepultamento de várias mulheres bíblicas como: Bila, Zilpa, Joquebede, Zípora, Eliseba, Abigail. As matriarcas Bila e Zilpa são chamadas de "Matriarcas menores" pelas poucas e menores passagens bíblicas. Já, Zípora, Eliseba e Abigail são chamadas de "Matriarcas pós-gênese". E Joquebede é retratada como "a Matriarca maior".

## As matriarcas
Essa é a lista das matriarcas bíblicas:
- Sara
- Rebeca
- Lia
- Raquel

Embora, algumas listas também estejam:
- Agar
- Bila
- Zilpa
- Azenate
- Joquebede
- Zípora
- Eliseba
- Abigail

Em nível de relevância e influência, a mais importante matriarca é Sara que é bastante honorável como o melhor exemplo de "Mulher de Deus". Embora, muitos também são contrários a isto e defendem a primazia e superioridade de Rebeca, e a atribui como a melhor matriarca bíblica.